# Monnars
Monnars (també escrit el Monnars, Monnàs i Molnars, pronunciat localment [muɫ'nas]) és un poble adscrit al municipi de Tarragona, al Tarragonès, situat a uns 7 km del centre de la ciutat en direcció a Altafulla. L'any 2022 comptava amb una població de 1.992 habitants. El poble es troba comprès entre la N-340 i l'A-7, que uneixen Tarragona amb Barcelona.
Històricament, havia format part del municipi de Tamarit de Mar, juntament amb Ferran. No obstant, aquest municipi fou agregat a Tarragona el 1956.
Celebra la festa major per Sant Cosme i Sant Damià.

## Població
Actualment, Monnars està format per diversos nuclis de població, fruit de les grans urbanitzacions que s'han construït al seu terme en les darreres dècades, de caràcter residencial. Així, hom hi identifica:
1. Monnars, entès com el nucli històric, amb 132 habitants (2022).[7]
2. Florimar, petita urbanització de 17 habitants (2022).[8]
3. Bonsol, petita urbanització de 55 habitants (2022).[9]
4. Colls Majors, petita urbanització de 74 habitants (2022) situada a l'extrem occidental del terme.[10]
5. Llevantina, urbanització de 136 habitants (2022).[11]
6. Entrepins, urbanització de 160 habitants (2022) situada vora el Mas de la Pubilla.[12]
7. Els Pinars, urbanització de 255 habitants (2022) situada sobre Colls Majors.[13]
8. Solimar, urbanització de 304 habitants (2022) annexa al nucli històric.[14]
9. Residencial Monnars, extensa urbanització de 714 habitants (2022).[15]
10. Sant Marc, actualment despoblat (2022).[16]

En total, sumen 1.992 habitants (2022).

## Llocs d'interès

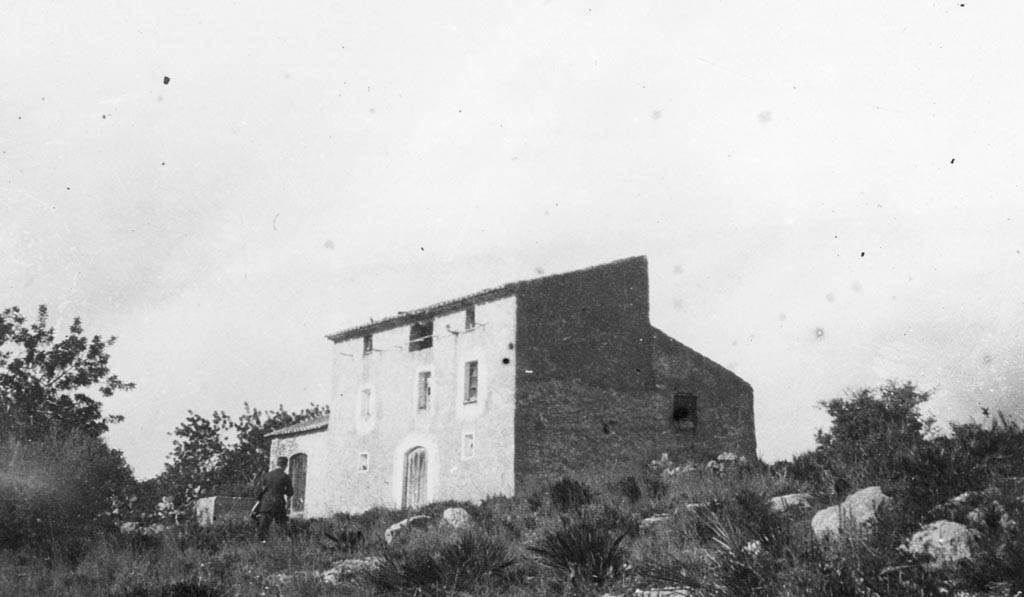
Ca la Malaca, de Monnars (febrer de 1927)

Al centre històric del poble, un dels llocs més destacats és el carrer Major de Monnars, vertader eix vertebrador del nucli. Allí hi trobem ca Madró i l'església de Sant Cosme i Sant Damià, que n'esdevenen els edificis més singulars.
No obstant, el monument més destacat de Monnars és, sens dubte, la Torre dels Escipions. Situada a poc més d'1 km del centre del poble, vora el traçat de l'antiga Via Augusta, va ser declarada Patrimoni de la Humanitat per la UNESCO dins el Conjunt arqueològic de Tàrraco.
A més a més, als rodals de Monnars s'hi conserven una sèrie de masies que testimonien el passat agrícola de la població, algunes fortificades amb importants torres defensives. Són d'especial interès el Mas de l'Hereuet o de Ponç, el Mas Rabassa, el Mas de la Creu i el Mas de Pastoret. També hi trobem el Mas de Dragapans, el Mas de la Pubilla, el Mas de Rafel i Ca la Malaca.
A uns 700 m de Monnars hi ha la platja Llarga. Això ha comportat que, vora la costa, hi proliferessin edificis d'apartaments d'estiueig, especialment a la urbanització Colls Majors, com ara els Colls Majors, els Jardí i els Mediterrani, així com càmpings com el Platja Llarga. A la urbanització Llevantina també hi trobem l'antiga Ciutat de Repòs i de Vacances.